# Budapest retró
1998-ban készült a Budapest retró – Életképek a 60-as 70-es évekből című film, amely kizárólag archív híradók és propagandafilmek felhasználásával igyekezett felidézni néhány momentumot a Kádár-korszak hétköznapjainak hangulatából. Nem a történelmet, politikát, nem a várostörténetet, hanem azt, hogy hogyan éltek az emberek ebben a húsz évben. Hogyan közlekedtek, miket ettek, hová jártak szórakozni. Az idősebbek felidézhetik, a fiatalabbak pedig megismerhetik a korszak híres tárgyi emlékeit: a Panni robogót, a Modex orkánkabátot, a Varia bútorcsaládot, a twist pulóvert, a szimpla feketét. A film öt, egyenként 15-20 perces részből áll: A pesti utca, A pesti lakás, A pesti divat, A pesti autó, A pesti bisztró.
Az archív felvételek hol eredeti narrációval láthatók, hol pedig vendégszövegek mennek alattuk rádióhírek, politikai állásfoglalások, reklámszövegek stb. formájában, ezáltal újabb jelentésrétegekkel ruházva fel őket.
A filmet vetítették fesztiválokon, televíziókban, és dvd-n is megjelent. A sorozat további részei: Budapest retró 2. (2003), Balaton retró (2007), Magyar retró (2010), Magyar retró 2.(2014), Magyar retró 3. (2018).